# 董復
董復（1443年—1530年），字德初，号颐斋、颐庵，浙江上虞渔家渡（今上虞市上浦镇渔家渡村）人，明朝政治人物、进士出身。董敬之子、董豫之弟。

## 生平
早年出身國子生，成化元年（1465年）舉乙酉科浙江鄉試第十四名。成化十一年（1475年）乙未科會試第三十三名，殿試登進士第三甲第四十八名，授徽州黟县知县，擢贵州道监察御史，因直言忤旨，出知云南府知府。平定屈北胜州夷乱，致仕归渔家渡二十年，教书育人。

## 家族
曾祖父董彥昇。祖父董孚言。父亲董敬。妻子婁氏，御史婁芳女。
有五子，长子董冕、三子董玘、五子董珑彰。孙董思近。